# SIG MG 50
La SIG MG 50 es una ametralladora de propósito general de origen suizo que estaba recamarada en varios calibres. Fue diseñada para reemplazar a las Maxim y Furrer M25 al servicio de diseños anteriores a la Segunda Guerra Mundial, por lo que alrededor de 1944/51, SIG Industries decidió fabricar una serie de ametralladoras operadas por gas y alimentadas mediante cargadores de tambor y cintas de munición. La MG 50 perdió en las pruebas ante la MG 51; sin embargo, sus ventas continuaron por un tiempo. Dinamarca adoptó una versión en calibre .30-06 como SIG M/51, mientras que otra variante fue probada en Suecia como SIG MG53, pero nuevamente fue rechazada.

## Características
La MG 50 es un arma enfriada por aire, accionada por los gases de los disparos y alimentada mediante cinta. El cañón está diseñado para intercambiarse rápidamente en condiciones de campo. 